# 焦國
焦國是西周時期的一個諸侯國。史記周本紀說周武王封神農氏的後裔在焦（在今日河南省三門峽市境內），為焦國。今本竹書紀年記載，周幽王七年（西元前775年）焦國被虢國所滅。
1. ↑  《今本竹书纪年·周纪》：（周幽王）七年，虢人灭焦。